# Мъркюри Нюз
„Мъркюри нюз“ (на английски: The Mercury News) е основен всекидневник за Сан Хосе и Силициевата долина.
Излиза в град Сан Хосе, щата Калифорния, Съединените американски щати, в района на Санфранцисканския залив.
Mercury News има делничен тираж от 274 000, а в неделя е с тираж от 303 000 бр.
Печелил е 2 награди „Пулицър“. Едната от тях е за отразяване на корупцията в администрацията на Фердинанд Маркос във Филипините, а другата (1989) е за земетресението Лома Приета.